# Silla Bárány

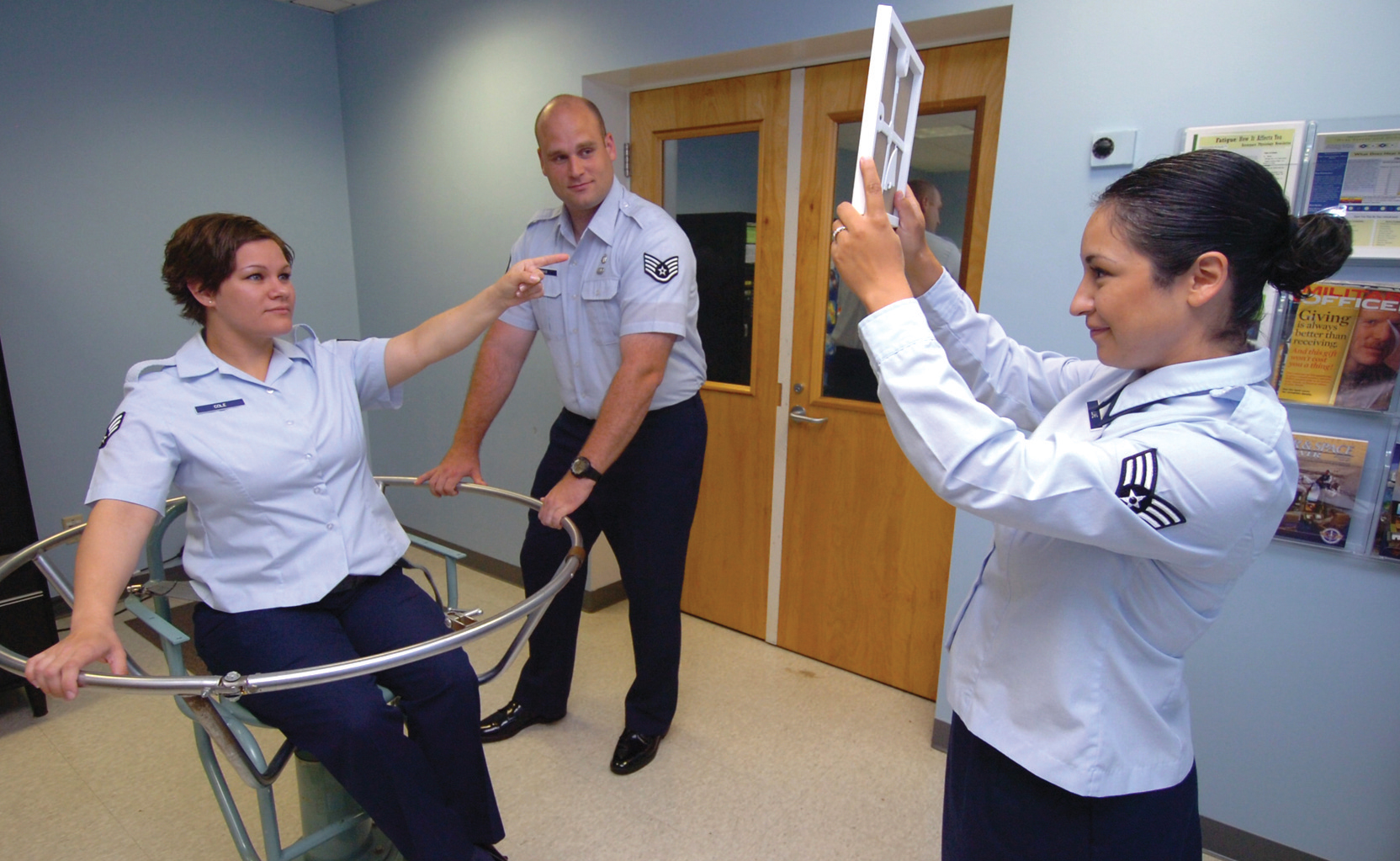
Demostración de la silla U.S. Air Force

La silla Barany o la silla Bárány, que lleva el nombre del fisiólogo húngaro Robert Bárány, es un aparato utilizado en el entrenamiento de fisiología aeronáutica, especialmente para estudiantes piloto.

## Prueba
El sujeto se sienta en la silla con los ojos vendados, luego se gira alrededor del eje vertical mientras la cabeza está en posición vertical o inclinada hacia adelante o hacia un lado. Luego, se le pide al sujeto que realice tareas tales como determinar la dirección de rotación con los ojos vendados, cambiar rápidamente la orientación de la cabeza o tratar de señalar un objeto estacionario sin detenerse con los ojos vendados después de detener la silla. La silla se utiliza para demostrar los efectos de desorientación espacial y para demostrar que no se puede confiar en el sistema vestibular en vuelo. A los pilotos se les enseña que deben confiar en sus instrumentos de vuelo.

## Uso
La silla también se usa en la terapia de cinetosis. [1]

## Premio Nobel
Bárány usó la silla en su investigación sobre el papel del oído interno en el sentido del equilibrio, por lo que ganó el Premio Nobel de Fisiología o Medicina en 1914.